# Thomas Schubert
Thomas Schubert, född 15 august 1993 i Wien, är en österrikisk skådespelare.
Schubert har bland annat medverkat i filmerna Das finstere Tal och Röd himmel.

## Filmografi (i urval)
- 2014 – Das finstere Tal
- 2023 – Röd himmel